# Undva
Undva est un village d'Estonie situé dans la commune de Kihelkonna du comté de Saare. On peut y voir l'ancien phare de Kiipsaare.